# FK Bunyodkor Tashkent
El Bunyodkor Professional Futbol Klubi (en uzbeco cirílico: футбол клуби Бунёдкор, en ruso: футбольный клуб Бунёдкор)  es un club de fútbol profesional de Uzbekistán, situado en la capital Taskent. Fue fundado en 2005 por varios empresarios petroleros, y juega en la Liga de fútbol de Uzbekistán, máxima competición nacional del país. Anteriormente fue conocido como PFC Kuruvchi, el nombre con el que fue fundado. El principal rival del Bunyodkor es el Pakhtakor Tashkent FC, con quien disputa el derbi de Tashkent.
El club cuenta en su palmarés con cinco títulos de liga, cuatro copas domésticas y una supercopa, mientras que su mayor logro en una competición asiática fue las semifinales de la Liga de Campeones de la AFC que alcanzó en 2008. Desconocido en el panorama internacional, en ese mismo año apareció intensamente en los medios de comunicación al hacer una oferta por el delantero Samuel Eto'o, que finalmente no firmó. Sin embargo sí logró contratar a Rivaldo y a los entrenadores brasileños Zico y Luiz Felipe Scolari.

## Historia

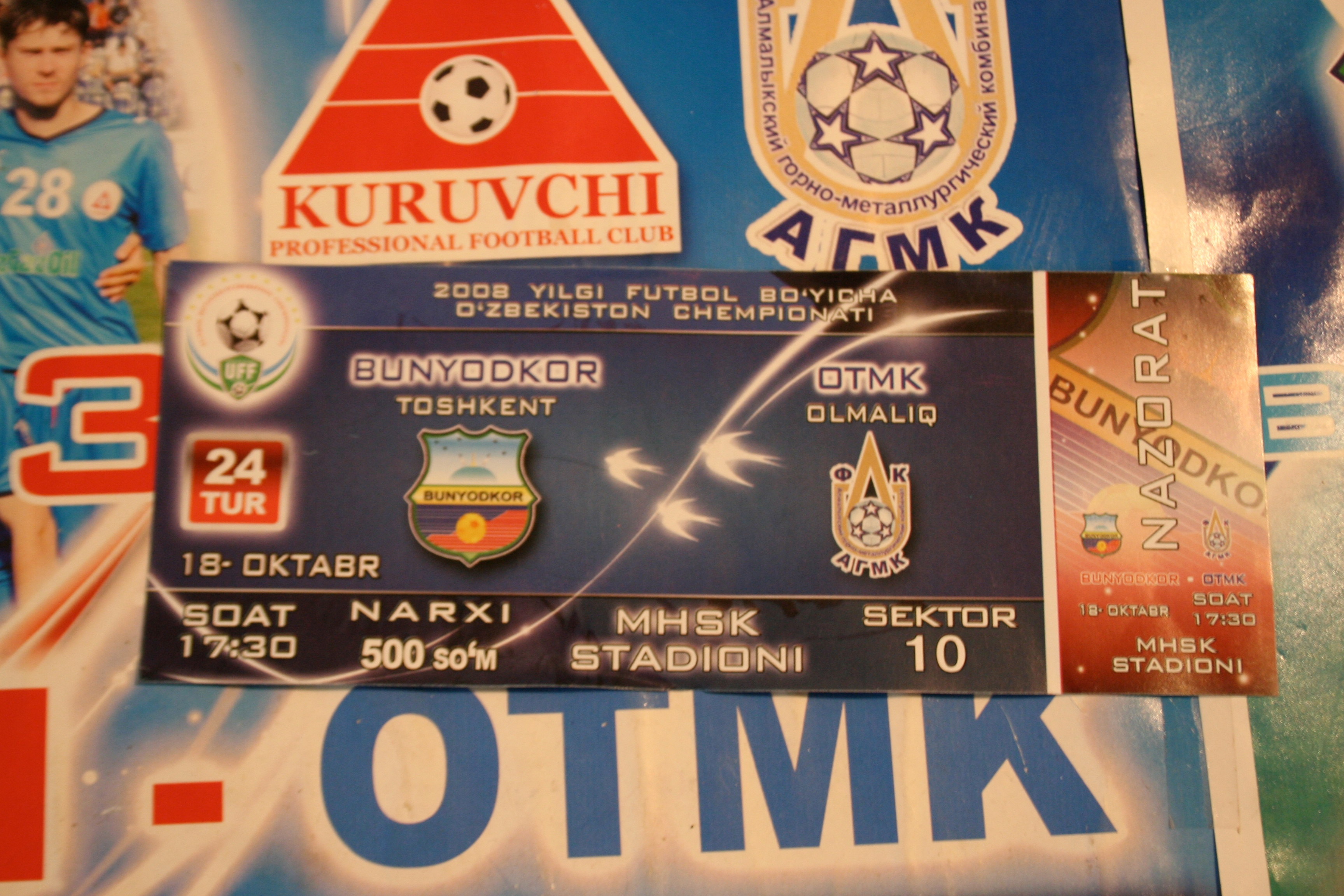
Cartel de un partido Bunyodkor - Olmaliq FK de diciembre de 2008. Si se observa con detalle puede comprobarse que el cartel está encima del antiguo anuncio de ese mismo partido que aparecía con el primer nombre del club, Kuruvchi.

El equipo nació el 6 de julio de 2005 bajo el nombre Neftgasmontaj-Kuruvchi (Kuruvchi en español significa "constructor"). El nuevo club tenía aspiraciones de competir en la máxima liga nacional, siendo fundado por empresarios del petróleo uzbekos.
Ese mismo año el club participa en un torneo local, la Copa de Taskent, que termina venciendo. El equipo logró un ascenso rápido a la máxima categoría de la liga uzbeka, pasando de jugar en Segunda División (tercera categoría) en 2005 a ascender en 2007 a la Liga Profesional. Tras terminar segundo en 2008 bajo la denominación PFC Kuruvchi, el equipo participó en la Liga de Campeones de la AFC 2008 y en agosto de ese mismo año fue renombrado Bunyodkor.
El FC Bunyodkor logró darse a conocer en el resto del mundo al presentar una oferta de 25 millones de euros por el jugador del FC Barcelona Samuel Eto'o. A pesar de lo llamativo de la oferta, el camerunés confirmó que ha estudiado la posibilidad y acudió a Taskent para conocer los detalles de la misma. Además, el club uzbeko tiene firmados acuerdos de colaboración con el FC Barcelona, por lo que sus jugadores han realizado apariciones en la capital de Uzbekistán. Figuras que ficharon por el equipo fueron el brasileño Rivaldo —que firmó un contrato de €10 millones por dos años— y el chileno José Luis Villanueva. En septiembre de 2008 fichó a Zico, ex-seleccionador de Japón, como su entrenador. En julio de 2009 fichó al exentrenador de Brasil y Chelsea, Luiz Felipe Scolari.
El club ganó su cuarto título de liga consecutivo en 2011 con ocho puntos de ventaja, anotando 51 goles en 26 partidos y lograron clasificarse para la de la Liga de Campeones de la AFC 2012, sumando en ese momento cinco participaciones consecutivas.

## Uniforme
- Uniforme titular: Camiseta, pantalón y medias azules.
- Uniforme alternativo: Camiseta, pantalón y medias blancas.

## Estadio
El FC Bunyodkor jugó sus primeros años en el estadio MHSK. Tras el final de la temporada uzbeka 2008 se anunció que el estadio MHSK se había cerrado para someterlo a reconstrucción. En el lugar del antiguo estadio MHSK se construyó el estadio Bunyodkor, con capacidad para 34.000 espectadores sentados y una academia de fútbol para los jóvenes. Islam Karimov, presidente de Uzbekistán, realizó una visita al estadio el 29 de agosto de 2012 tras la finalización de las obras. El nuevo estadio fue planeado para ser completado a finales de agosto de 2012 y fue uno de los lugares propuestos para albergar los partidos de la Copa Mundial Femenina de Fútbol Sub-20 de 2012 en Uzbekistán. Cuando se cerró el estadio MHSK, el Bunyodkor pasó a jugar, desde 2009, en el estadio JAR, con capacidad para 8.460 espectadores.

## Palmarés

### Títulos nacionales (10)
- Liga de Uzbekistán (5): 2008, 2009, 2010, 2011, 2013
- Copa de Uzbekistán (4): 2008, 2010, 2012, 2013
- Supercopa de Uzbekistán (1): 2014
- Primera Liga de Uzbekistán (1): 2006
- Segunda Liga de Uzbekistán (1): 2005
- Campeonato de Tashkent (1): 2005

## Participación en competiciones de la AFC
| Temporada | Torneo               | Ronda            | Club                | Casa       | Visita     |
| --------- | -------------------- | ---------------- | ------------------- | ---------- | ---------- |
| 2008      | AFC Champions League | Fase de grupos   | Al-Ittihad          | 2–0        | 0–1        |
| 2008      | AFC Champions League | Fase de grupos   | Sepahan             | 2–0        | 1–1        |
| 2008      | AFC Champions League | Fase de grupos   | Al Ittihad          | 1–0        | 2–0        |
| 2008      | AFC Champions League | Cuartos de final | Saipa               | 5–1        | 2–2        |
| 2008      | AFC Champions League | Semifinales      | Adelaide United     | 1–0        | 0–3        |
| 2009      | AFC Champions League | Fase de grupos   | Al-Ettifaq          | 2–1        | 0–4        |
| 2009      | AFC Champions League | Fase de grupos   | Al Shabab           | 0–0        | 0–2        |
| 2009      | AFC Champions League | Fase de grupos   | Sepahan             | 2–2        | 1–0        |
| 2009      | AFC Champions League | 1/8              | Persépolis          | No se jugó | 1–0        |
| 2009      | AFC Champions League | Cuartos de final | Pohang Steelers     | 3–1        | 1–4 (aet)  |
| 2010      | AFC Champions League | Fase de grupos   | Al-Ittihad          | 3–0        | 1–1        |
| 2010      | AFC Champions League | Fase de grupos   | Al Wahda            | 4–1        | 2–1        |
| 2010      | AFC Champions League | Fase de grupos   | Zob Ahan Isfahan    | 0–1        | 0–3        |
| 2010      | AFC Champions League | 1/8              | Al-Hilal            | No se jugó | 0–3        |
| 2011      | AFC Champions League | Fase de grupos   | Al Wahda            | 3–2        | 1–1        |
| 2011      | AFC Champions League | Fase de grupos   | Al-Ittihad          | 0–1        | 1–1        |
| 2011      | AFC Champions League | Fase de grupos   | Persépolis          | 0–0        | 3–2        |
| 2011      | AFC Champions League | 1/8              | Sepahan             | not held   | 1–3        |
| 2012      | AFC Champions League | Fase de grupos   | Gamba Osaka         | 3–2        | 1–3        |
| 2012      | AFC Champions League | Fase de grupos   | Adelaide United     | 1–2        | 0–0        |
| 2012      | AFC Champions League | Fase de grupos   | Pohang Steelers     | 1–0        | 2–0        |
| 2012      | AFC Champions League | 1/8              | Seongnam            | not held   | 1–0        |
| 2012      | AFC Champions League | Cuartos de final | Adelaide United     | 3–2 (aet)  | 2–2        |
| 2012      | AFC Champions League | Semifinales      | Ulsan Hyundai       | 1–3        | 0–2        |
| 2013      | AFC Champions League | Fase de grupos   | Pohang Steelers     | 2–2        | 1–1        |
| 2013      | AFC Champions League | Fase de grupos   | Sanfrecce Hiroshima | 0–0        | 2–0        |
| 2013      | AFC Champions League | Fase de grupos   | Beijing Guoan       | 0–0        | 1–0        |
| 2013      | AFC Champions League | 1/8              | Buriram United      | 0–0        | 1–2        |
| 2014      | AFC Champions League | Fase de grupos   | Foolad              | 1–1        | 0–1        |
| 2014      | AFC Champions League | Fase de grupos   | El Jaish            | 1–2        | 2–1        |
| 2014      | AFC Champions League | Fase de grupos   | Al-Fateh            | 3–2        | 0–0        |
| 2014      | AFC Champions League | 1/8              | Al-Hilal            | 0–1        | 0–3        |
| 2015      | AFC Champions League | Play-off         | Al Jazira           | 2–1        | No se jugó |
| 2015      | AFC Champions League | Fase de grupos   | Persépolis          | 0–1        | 1–2        |
| 2015      | AFC Champions League | Fase de grupos   | Lekhwiya            | 0–1        | 0–1        |
| 2015      | AFC Champions League | Fase de grupos   | Al-Nassr            | 0–1        | 1–1        |
| 2016      | AFC Champions League | Play-off         | Al Shabab           | 2–0        | No se jugó |
| 2016      | AFC Champions League | Fase de grupos   | Zob Ahan            | 0–0        | 2–5        |
| 2016      | AFC Champions League | Fase de grupos   | Lekhwiya            | 0–2        | 0–0        |
| 2016      | AFC Champions League | Fase de grupos   | Al-Nassr            | 0–1        | 3–3        |
| 2017      | AFC Champions League | Play-off         | El Jaish            | No se jugó | 0–0 (p)    |
| 2017      | AFC Champions League | Fase de grupos   | Zob Ahan            | 0–2        | 1–2        |
| 2017      | AFC Champions League | Fase de grupos   | Al-Ahli             | 2–0        | 0–2        |
| 2017      | AFC Champions League | Fase de grupos   | Al Ain              | 2–3        | 0–2        |
| 2020      | AFC Champions League | 2.ª Preliminar   | Al-Zawraa           | 4–1        | No se jugó |
| 2020      | AFC Champions League | Play-off         | Al Ain              | No se jugó | 0–1        |

## Jugadores

### Plantilla 2025
- = Lesionado de larga duración
- = Capitán

### Jugadores destacados
| - Bakhtiyor Ashurmatov - Oleg Belyakov - Pavel Bugalo - Server Djeparov - Anvar Gafurov - Jasur Hasanov - Azizbek Haydarov - Sakhob Juraev - Timur Kapadze - Hayrulla Karimov - Viktor Karpenko - Sergey Lushan - Ildar Magdeev - Orif Mamadjanov - Ilhom Mo'minjonov - Ignatiy Nesterov - Shavkat Salomov - Anvarjon Soliev | - Goçguly Goçgulyýew - David Carney - Stevica Ristić - Slavoljub Đorđević - Miloš Trifunović - Ján Kozák - Denilson - João Victor - Luizão - Rivaldo - José Luis Villanueva |

## Entrenadores
| Nombre                      | País       | Periodo                 |
| --------------------------- | ---------- | ----------------------- |
| Mavzurhoja Umarhojaev       | Uzbekistán | 2005–06                 |
| Hikmat Irgashev             | Uzbekistán | 2007                    |
| Mirjalol Qosimov            | Uzbekistán | Dic 2007–Sep 08         |
| Zico                        | Brasil     | Sep 2008–Ene 09         |
| Amet Memet                  | Ucrania    | (interino) Ene–Mar 2009 |
| Hikmat Irgashev             | Uzbekistán | Mar–Jun 2009            |
| Luiz Felipe Scolari         | Brasil     | Jun 2009–May 2010       |
| Mirjalol Qosimov            | Uzbekistán | May 2010–Abr 2014       |
| Alexander Volkov (interino) | Uzbekistán | Abr 2014-Jun 2014       |
| Sergey Lushan               | Rusia      | Jun 2014-Set 2015       |
| Bahtiyor Babaev (interino)  | Uzbekistán | Set 2015-Feb 2016       |
| Sergey Lushan               | Rusia      | Feb 2016-May 2017       |
| Mirjalol Qosimov            | Uzbekistán | May 2017-Ene 2019       |
| Vadim Abramov               | Uzbekistán | Ene 2019                |